# Ugain Point
Der Ugain Point (englisch; bulgarisch нос Угаин nos Ugain) ist eine felsige Landspitze an der Westküste von Rugged Island im Archipel der Südlichen Shetlandinseln. Sie trennt 1,76 km nordnordwestlich des Benson Point, 0,97 km nördlich des Kokalyane Point und 1,55 km südlich des Kap Sheffield die Smyadovo Cove im Norden von der Bogomil Cove im Süden.
Britische Wissenschaftler kartierten sie 1968, spanische 1992 und bulgarische in den Jahren 2005, 2009 sowie 2010. Die bulgarische Kommission für Antarktische Geographische Namen benannte sie 2009 nach dem bulgarischen Herrscherhaus Ugain im 8. Jahrhundert.